# Futbol'ny Klub Dynama Brėst 2011
Questa voce raccoglie le informazioni riguardanti il Futbol'ny Klub Dynama Brėst nelle competizioni ufficiali della stagione 2011.

## Rosa
| N. |                        | Ruolo | Calciatore              |
| -- | ---------------------- | ----- | ----------------------- |
| 1  | Bielorussia (bandiera) | P     | Andrej Klimovič         |
| 2  | Bielorussia (bandiera) | A     | Aljaksandr Matyukhevich |
| 3  | Bielorussia (bandiera) | D     | Aljaksandr Dzemidovich  |
| 4  | Bielorussia (bandiera) | D     | Jaŭhien Klopotskiy      |
| 5  | Ucraina (bandiera)     | D     | Oleksandr Zabara        |
| 6  | Bielorussia (bandiera) | C     | Aliaksiej Pankaviec     |
| 7  | Bielorussia (bandiera) | C     | Dzmitryj Makar          |
| 8  | Bielorussia (bandiera) | C     | Uladzimir Asipčuk       |
| 9  | Georgia (bandiera)     | A     | Zaza Chelidze           |
| 10 | Bielorussia (bandiera) | A     | Mikalaj Januš           |
| 11 | Bielorussia (bandiera) | C     | Siarhiej Vabiščevič     |
| 13 | Bielorussia (bandiera) | C     | Andrej Cievan           |
| 15 | Bielorussia (bandiera) | D     | Kanstancin Burski       |
| 16 | Bielorussia (bandiera) | C     | Kiryl Premudrov         |
| 17 | Bielorussia (bandiera) | C     | Siarhiej Shchehrykovich |

| N. |                        | Ruolo | Calciatore              |
| -- | ---------------------- | ----- | ----------------------- |
| 18 | Bielorussia (bandiera) | A     | Dzmitryj Mazalewski     |
| 19 | Bielorussia (bandiera) | D     | Ihar Bierk              |
| 20 | Bielorussia (bandiera) | A     | Mikalaj Signevich       |
| 21 | Brasile (bandiera)     | C     | David Lazari            |
| 22 | Senegal (bandiera)     | D     | Pascal Mendy            |
| 23 | Bielorussia (bandiera) | D     | Illia Kalpachuk         |
| 24 | Bielorussia (bandiera) | D     | Vital Hayduchyk         |
| 25 | Georgia (bandiera)     | A     | Ucha Gogoladze          |
| 26 | Bielorussia (bandiera) | A     | Uladzimir Khvashchynski |
| 27 | Moldavia (bandiera)    | D     | Alexei Goncearov        |
| 28 | Bielorussia (bandiera) | D     | Andrej Karasyow         |
| 30 | Bielorussia (bandiera) | P     | Radzivon Syamuk         |
| 77 | Ucraina (bandiera)     | P     | Vadzim Deonass          |
|    | Bielorussia (bandiera) | C     | Mikalaj Kalienik        |